# Kai Limburg
Kai Limburg (* 1962) ist ein ehemaliger deutscher Basketballspieler. 

## Leben
Limburg nahm 1979 mit der bundesdeutschen Kadettennationalmannschaft an der in Syrien ausgetragenen Europameisterschaft dieser Altersklasse teil und erzielte im Turnierverlauf sieben Punkte je Begegnung. Ein Jahr später ging er mit der BRD-Auswahl bei der Junioren-EM in Jugoslawien an den Start, dort kam er auf einen Punkteschnitt von 2,0 pro Partie.
Auf Vereinsebene spielte er für den UBC Münster in der 2. Basketball-Bundesliga. 1984 gewann er mit dem ASC Göttingen den deutschen Meistertitel, 1985 holte er mit den Niedersachsen zudem den Sieg im DBB-Pokal. Er spielte mit dem ASC auch im Europapokal der Landesmeister. Nach seiner Leistungssportkarriere blieb er dem Basketball treu und nahm mit der BG 74 Göttingen an Deutschen Meisterschaften im Alt-Herren-Bereich teil. 2014 verstärkte er die Spielgemeinschaft DJK Köln-Nord/BG Köln und wurde mit ihr Deutscher Meister in der Altersklasse Ü50.